# Zygmunt Wróblewski

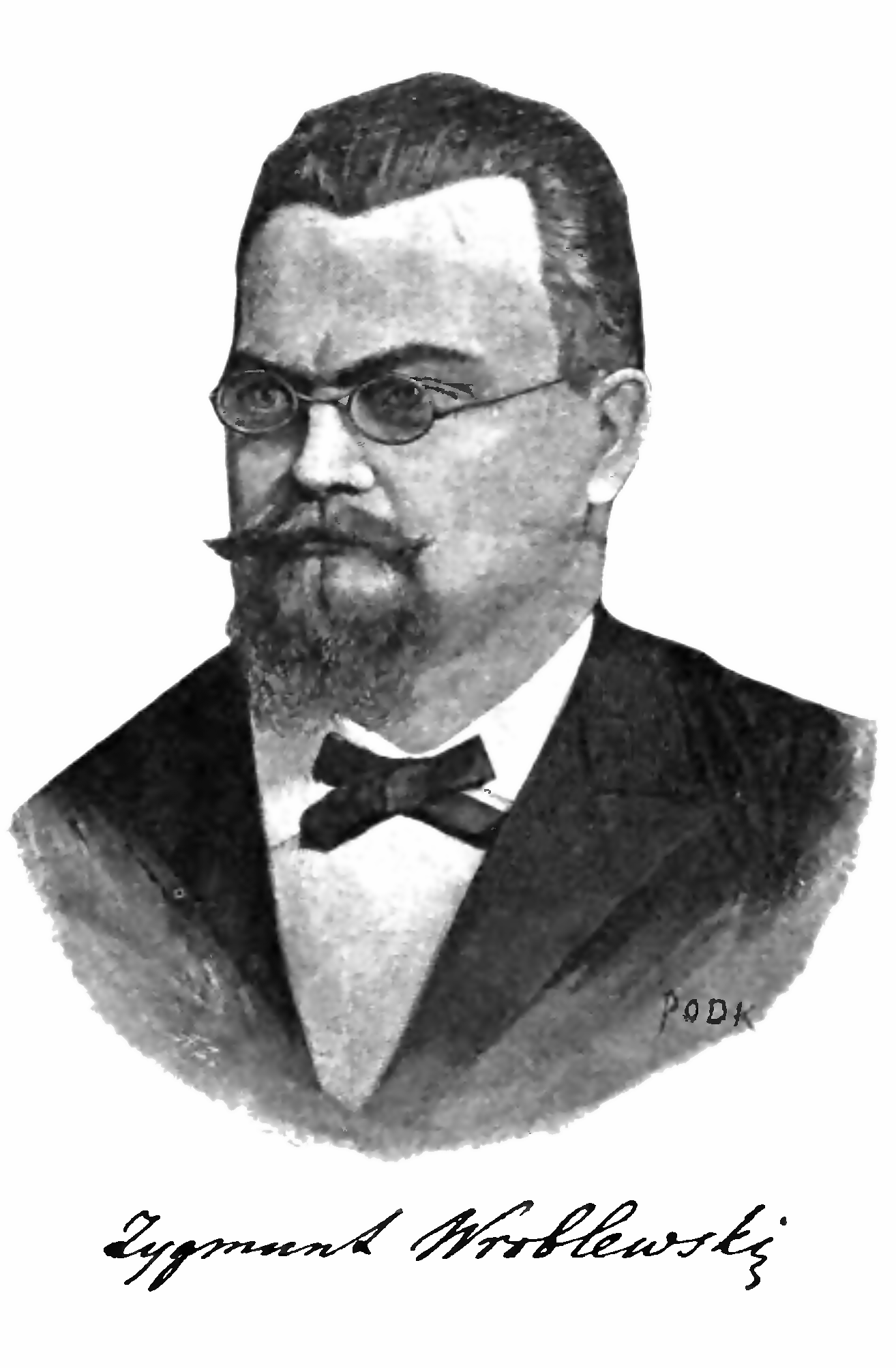
Zygmunt Wróblewski

Zygmunt Florenty Wróblewski (Grodno, 28 oktober 1845 – Krakau, 16 april 1888) was een Pools natuur- en scheikundige. Samen met Karol Olszewski slaagde hij in 1883 erin om lucht vloeibaar te maken.

## Biografie
Wróblewski werd geboren in Grodno (destijds Keizerrijk Rusland, nu gelegen in Wit-Rusland) als zoon van een advocaat. Hij studeerde aan de universiteit van Kiev, maar op 18-jarige leeftijd onderbrak hij zijn studie om in 1863 deel te nemen aan de Poolse Januariopstand. In juli dat jaar werd hij gevangengenomen en tot dwangarbeid veroordeeld. Hij bracht zijn gevangenschap door in Siberië, later werd hij naar de landstreek van Kazan gebracht. Gedurende zijn zesjarige gevangenschap liep zijn gezichtsveld sterk terug en dreigde blind te worden. In 1869 profiteerde hij van een algehele amnestie. Na zijn gratie ging hij naar een oogarts in Berlijn en na twee operaties kon zijn gezichtsvermogen gered worden.
Aansluitend studeerde hij in Duitsland, eerst in Berlijn maar later in Heidelberg bij Hermann von Helmholtz die daar de leerstoel fysiologie bekleedde. In 1874 verdedigde Wróblewski zijn doctoraalexamen aan de universiteit van München en werd assistent-professor te Straatsburg waar hij met professor August Kundt werkte. In Straatsburg schreef hij in 1876 zijn habilitatie-proefschrift.
In 1880 ging hij, met een stipendium van de Krakau Academie van Natuurwetenschap, naar Henri Etienne Sainte-Claire Deville in Parijs. Daar lukte het hem om toegang te verkrijgen tot het laboratorium van de École normale supérieure en om Louis Paul Cailletet te ontmoeten. Hij verbeterde het door Cailletet toegepaste procedé om gassen te condenseren. In 1882 kreeg Wróblewski een leerstoel aan de Jagiellonische Universiteit te Krakau. Hier werkte hij nauw samen met experimentator Karol Olszewski, die zijn praktische ervaringen in het vloeibaar maken van gassen inbracht in hun gezamenlijk onderzoek. Op 29 maart 1883 wisten de heren met een nieuwe methode voor het eerst zuurstof uit de lucht vloeibaar te maken, en op 13 april datzelfde jaar ook stikstof. In Annalen der Physik und Chemie schreven Wroblewski en Olszewski: "Zuurstof is een doorzichtige, uiterst vluchtige en kleurloze vloeistof met een scherpe meniscus die veel vlakker staat dan die van koolzuur. Bij drukvermindering begint het zaakje te schuimen, aan het oppervlak treedt verdunning op en bij nog lagere druk kookt de vloeistof overal."
Op een avond in 1888, als Wróblewski de fysische eigenschappen van waterstof onderzoekt, overkwam hem een ongeval met ernstige gevolgen toen hij per ongeluk een petroleumlamp omstootte en de brandende petroleum over zich heen kreeg. Drie weken lag hij in het ziekenhuis, tot hij op 16 april aan de gevolgen van de opgelopen brandwonden bezweek. Ter herinnering aan Wróblewski werd een maankrater naar hem vernoemd.